# Seth Gandrud
Seth Gandrud ist ein US-amerikanischer Schauspieler.

## Leben
Gandrud stammt ursprünglich aus dem US-Bundesstaat North Dakota und lebte eine Zeit lang in Los Angeles, Kalifornien. Er steht seit 2007 bei der Deborah Maddox Agency unter Vertrag.
Er feierte sein Filmdebüt 2007 in Yesterday's Tomorrow. Es folgten in den nächsten Jahren weitere Besetzungen überwiegend in Kurzfilmen. Er war auch in B-Movies wie Isis & Osiris – Die Armee der Finsternis oder Atomic Shark zu sehen und spielte in Fernsehserien wie The Unjust oder Roadies mit.

## Filmografie
- 2007: Yesterday's Tomorrow
- 2007: Asylum (Kurzfilm)
- 2008: The Unjust (Fernsehserie, Episode 1x05)
- 2008: Promise
- 2009: Red Corvette
- 2009: The Crypt – Gruft des Grauens (The Crypt)
- 2010: References
- 2010: Dead Enders
- 2011: Sustisimo Nivel (Kurzfilm)
- 2011: Predatory Instinct
- 2012: The Life of Riley Venn: Ghost Magnet
- 2012: A Moment in Time (Kurzfilm)
- 2012: Black Cloud (Kurzfilm)
- 2012: Suspicion
- 2012: A Man Called Nereus
- 2012: The Five Day Crucifixion (Kurzfilm)
- 2013: Isis & Osiris – Die Armee der Finsternis (Isis Rising: Curse of the Lady Mummy)
- 2013: A Day on Bleaker Street (Kurzfilm)
- 2013: Split (Kurzfilm)
- 2013: Perspective (Kurzfilm)
- 2013: Star Babies (Kurzfilm)
- 2013: Possible (Kurzfilm)
- 2013: Miracle Man
- 2013: Torn (Kurzfilm)
- 2014: Thomas Hardy's the Three Strangers (Kurzfilm)
- 2014: D.H. Lawrence's You Touched Me (Kurzfilm)
- 2014: Kate Chopin's the Locket (Kurzfilm)
- 2014: Fyodor Dostoevsky's a Little Hero (Kurzfilm)
- 2015: The Abstraction
- 2015: Spur (Fernsehserie, Episode 1x02)
- 2016: Durant's Never Closes
- 2016: Western X
- 2016: Atomic Shark
- 2016: Roadies (Fernsehserie, Episode 1x08)
- 2016: A Devil's Game
- 2017: Stealing Sunrise 2: Malibu Trail
- 2020: The Evil Good